# Javaanse wezel
De Javaanse wezel (Mustela lutreolina)  is een zoogdier uit de familie van de marterachtigen (Mustelidae). De wetenschappelijke naam van de soort werd voor het eerst geldig gepubliceerd door Robinson & Thomas in 1917.